# Stenospermation popayanense
Stenospermation popayanense är en kallaväxtart som beskrevs av Heinrich Wilhelm Schott. Stenospermation popayanense ingår i släktet Stenospermation och familjen kallaväxter. Inga underarter finns listade.